# 苏北海
苏北海（1915年—1999年5月31日），本名王仁南，笔名苏江、锡新、江戎疆、江戌疆，江苏省无锡县（今江苏省无锡市）人，是主要从事哈萨克族、维吾尔族等中国西北地区、中亚民族历史研究的学者。1937年自江苏省立教育学院历史系毕业，后在甘肃、新疆任教，在新疆担任过中共中央新疆分局研究室任研究员、新疆人民出版社编辑。晚年任新疆大学历史系副教授、教授。

## 生平
民国四年（1915年）苏北海出生于江苏省无锡县（今江苏省无锡市）。民国二十六年（1937年）7月，苏北海自江苏省立教育学院历史系毕业。同年，前往在甘肃，在甘肃省立武威师范学校及其他学校任教员。此外，苏北海在此期间对甘肃多个村、牧区进行社会调研，如调查迁往甘肃、青海的哈萨克族人的社会历史情况。中国抗日战争开始后，苏北海以苏武自励，立志报国，将名王仁南改为苏北海。
民国三十四年（1945年），苏北海前往新疆迪化（今乌鲁木齐市），在盛世才的秘密档案所警务处工作。民国三十五年（1946年）开始在中央警官学校第三分校任高级参议兼研究室主任。主政新疆的张治中特设宣传委员会后，苏北海任新疆省宣传委员会设计指导组组长，主持新疆境内的宣传和出版工作。民国三十六年（1947年），苏北海受聘于新疆学院（今新疆大学），任文史系副教授。从民国三十六年（1947年）到民国三十八年（1949年），苏北海发表关于维吾尔族历史和文化、哈萨克族历史和文化等主题的论文40余篇。
新疆和平解放后，苏北海在中共中央新疆分局研究室任研究员，期间参与农牧区调查、减租反霸、土地改革运动等运动的宣传工作，同时完成《新疆气候研究》（未刊稿）等著作，发表《哈萨克族的起源》等论述。1952年，调往新疆人民出版社，任编辑。1958年，反右运动波及到苏北海，苏北海被划定成“右派”身份，被捕入狱。1960年代初，身陷囹圄的苏北海完成中印、中阿、中苏、中蒙等边界问题的研究，并完成《西域通史》（未刊稿）。1976年（一说1973年），苏北海出狱。出狱后的苏北海在乌鲁木齐市的南门新华书店看门。
1979年苏北海得到平反，并前往新疆大学历史系任教。前往新疆大学后，苏北海主要研究哈萨克族，尤其是中国哈萨克族的历史。1983年7月，苏北海前往阿尔泰山、萨吾尔山、塔尔巴哈台山、巴尔鲁克山、阿拉套山、天山等地的哈萨克族部落、蒙古族部落考察，调查了北疆地区多处未被记录的印迹、墓葬，并发现大量岩画。1986年，苏北海晋升为教授。1992年，苏北海前往吐鲁番洋海墓群等地考察。1998年，苏北海出访哈萨克斯坦。1999年5月31日，苏北海于乌鲁木齐市因病逝世，终年84岁。

## 著作
苏北海主要的论述包括《西域历史地理》（1988年）、《哈萨克族文化史》（1989年）、《新疆岩画》（1994年）、《丝绸之路与龟兹历史文化》（1996年）等专著，并留下《丝绸之路：龟兹研究》（2010年）等遗著。1979年重新工作以后发表过超过200篇关于河西走廊历史、新疆历史、新疆地理、新疆气象等方面的论述。